# Porites arnaudi
Porites arnaudi är en korallart som beskrevs av Reyes-Bonilla och Carricart-Ganivet 2000. Porites arnaudi ingår i släktet Porites och familjen Poritidae. IUCN kategoriserar arten globalt som livskraftig. Inga underarter finns listade i Catalogue of Life.